# Anton Hofreiter
Anton Gerhard „Toni“ Hofreiter (München, 1970. február 2. –) német politikus és biológus. A Szövetség ’90/Zöldek társfrakcióvezetője Katrin Göring-Eckardttal együtt a Bundestagban volt.

## Élete
Hofreiter Münchenben született és Sauerlachban nőtt fel.
2021-ben született egy fia.

## Politikai karrier
2005-ben a Bundestag képviselője lett. 2013 és 2021 között a frakció társelnöke volt
2021 óta az Európai Uniós Ügyek Bizottságának (Ausschusses für die Angelegenheiten der Europäischen Union) elnöke a Bundestagban.

## Fordítás
- Ez a szócikk részben vagy egészben  az   Anton Hofreiter című német Wikipédia-szócikk ezen változatának fordításán alapul.  Az eredeti cikk szerkesztőit annak laptörténete sorolja fel. Ez a jelzés csupán a megfogalmazás eredetét és a szerzői jogokat jelzi, nem szolgál a cikkben szereplő információk forrásmegjelöléseként.